# Mladen Mitar
Mladen Mitar (Zadar, 1955.), hrvatski povjesničar umjetnosti i amaterski slikar. Živi i radi u Kutini.

## Životopis
Rodio se 1955. godine u Zadru. Završio za profesora umjetnosti. Posao je našao u Kutini gdje se zaposlio kao profesor umjetnosti. U Kutini je ostao živjeti. Danas je kustos Galerije Muzeja Moslavine. Uspješno afirmira povijesno-umjetničku kulturnu baštinu Dalmacije, Moslavine, Kutine, Lonjskog polja i dr. Organizira izložbe u Muzeju Moslavine, autor stručnih koncepcija za izložbe, urednik je i autor kataloga za izložbe. Djeluje i kao likovni pedagog te je vodio tečaj crtanja za djecu osnovnih i srednjih škola te za građane. Član Matice hrvatske.

## Slikar
Amaterskim se slikarstvom bavi više od 30 godina. Slike mu odišu svjetlošću i bogate su živim bojama i nigdje ne rabi crnu boju. Izlagao je na samostalnim izložbama u Hrvatskoj i inozemstvu. U početku je slikao hiperrealistički. Vremenom je poželio otići dublje u ovaj vid umjetnosti. U novijim se slikama osjeća duh francuskog realizma, posljedica Mitrove ljubavi prema francuskom slikarstvu 19. stoljeća. Koristi se tehnikom ulja na platnu i pastela. Česti su mu motivi Dalmacije i Moslavine. U umjetničkom smislu i kroz svoj kulturni rad u Matici hrvatskoj, Mitar je Kutinu otvorio i ohrabrio u radu na svim kulturnim poljima.

## Vanjske poveznice
- Fineartamerica Featured: Mladen Mitar